# Цар Јапана
Цар Јапана (јап. 天皇 — тено - "краљ небеса") симбол је државе и народног јединства у Јапану.
Ниједан акт цара који се односи на државне послове нема снаге уколико га не одобри Кабинет који је самим тим за њега одговоран.

## Дјелокруг
Уставне одредбе о статусу цара се налазе у првом поглављу Устава Јапана (1947). Царски престо се насљеђује по одредбама Закона о царском дому који доноси парламент. Царски дом не може примити ни имовину ни поклон без одобрења парламента.
Цар може вршити само оне државне послове прописане Уставом и не може имати извршну власт. Он именује премијера на предлог парламента и главног судију Врховног суда на предлог Кабинета.
Цар, уз одобрење Кабинета, врши сљедеће државне послове: проглашава уставне амандмане, законе, владине уредбе и међународне уговоре; сазива парламент; распушта Представнички дом; расписује парламентарне изборе; потврђује именовања и разрјешења министара и других функционера, као и пуномоћја и акредитиве амбасадора и министара; потврђује амнестије и помиловања; додјељује одликовања; потврђује ратификације и друге дипломатске документе; прима стране амбасадоре и министре; обавља церемонијалне функције.